# Róża Gumienna
Róża Gumienna (ur. 6 sierpnia 1989) – polska kick-bokserka występująca w formule K-1 oraz zawodniczka MMA. Była mistrzyni Fight Exclusive Night (w kick-boxingu), oraz zawodniczka DSF Kickboxing Challenge. Od 2011 do 2018 reprezentantka Polskiej Kadry Narodowej w kick-boxingu. Autorka artykułów naukowych jak i popularno - naukowych
. Podczas ceremonii otwarcia Igrzysk The World Games 2017 we Wrocławiu, odczytała przysięgę w imieniu sportowców. Na zawodach tych wzięła udział w rywalizacji do 65 kg, gdzie odpadła w ćwierćfinale.

## Kariera MMA

### Babilon MMA
31 maja 2019 roku podczas gali Babilon Fight Night 1 ogłoszono, że Róża Gumienna podpisała kontrakt z organizacją Babilon MMA na występy w mieszanych sztukach walki. 30 lipca 2019 poinformowano, że pierwszą walkę stoczy na 10-tej edycji gali.
26 października 2019 roku na Babilon MMA 10: Podziemny Krąg Gumienna w swoim debiucie znokautowała Raimondę Grundulaite w pierwszej rundzie.
26 czerwca 2020 podczas gali Babilon MMA 14: Live in Studio w Radomiu, pokonała przez czasem w drugiej rundzie Adine Seferović. Dwie gale później pokonała przez poddanie w pierwszej odsłonie Magdalenę Rak.
Następny pojedynek stoczyła na Babilon MMA 19, wydarzenie odbyło się w Warszawie. Po trzech rundach niespodziewanie przegrała jednogłośnie na punkty z zawodniczką z Ukrainy – Kateryną Szakałową.
25 czerwca 2021 na gali Babilon MMA 23: Stawowy vs. Valtonen przegrała przez niejednogłośną decyzję sędziów z inną Ukrainką, Władeną Jaworskają.

### Strife MMA i Oktagon MMA
Dokładny rok później odniosła zwycięstwo na gali Strife MMA 2 przez kontuzję nogi rywalki.
Następnie dołączyła do czesko-słowackiej federacji Oktagon MMA. Powrót do oktagonu zaliczyła miesiąc później, gdzie podczas gali Oktagon 34 zmierzyła się ze Szwedką, Cornelią Holm. Przegrała jednogłośną decyzją sędziów.
Po ponad roku przerwy od ostatniej walki, podczas gali Oktagon 45 Special pokonała jednogłośną decyzją sędziów byłą mistrzyni świata w muay thai, Lucię Krajčovič. Rywalka Gumiennej, zgodnie z pomysłem organizatorów została ogłoszona w ostatniej chwili, a dokładniej w momencie wyjścia do klatki.
Oczekiwano, że w kolejnej walce, którą zaplanowano na termin 10 lutego 2024 podczas wydarzenia Oktagon 53 w Oberhausen, stoczy pojedynek z Chorwatką Sarą Luzar Smajić. Ostatecznie starcie to zostało anulowane przez kontuzję rywalki.
23 marca 2024 podczas gali Oktagon 55 w niemieckim Stuttgartcie zawalczyła z niepokonaną Słowaczką, Lucią Szabovą. Przegrała przez poddanie pod koniec trzeciej rundy.
14 czerwca 2025 podczas wydarzenia Oktagon 72 w Pradze, zmierzyła z Niemką, Aliną Dalaslan. Przegrała przez techniczny nokaut w trzeciej rundzie.

## Życie prywatne
W 2013 roku ukończyła studia magisterskie na kierunku Wychowanie Fizyczne, specjalizacja Menadżer Sportu. We wrześniu 2018 roku uzyskała stopień naukowy doktora nauk o kulturze fizycznej na Akademii Wychowania Fizycznego im. Polskich Olimpijczyków we Wrocławiu, gdzie pracuje również na stanowisku adiunkta. Specjalizuje się w Teorii Treningu Sportowego. W 2020 ukończyła studia podyplomowe z Dietetyki. W 2023 roku rozpoczęła studia na kierunku Psychologia.

## Osiągnięcia

### Kick-boxing
- Brązowy Medal Mistrzostwa Świata K1, Budapeszt 2017

- Złoty Medal Pucharu Świata K1, Innsbruck 2017
- Mistrzyni FEN w wadze piórkowej, 2017
- Srebrny medal Mistrzostw Europy K1, Maribor 2016
- Złoty Medal Pucharu Świata K1, Innsbruck 2015
- Brązowy medal Mistrzostw Europy K1, Bilbao 2014
- Złoty medal Pucharu Świata w K1, Szeged 2014
- Złoty medal Mistrzostw Świata Low-Kick, Sau Paulo 2013
- Złoty medal Pucharu Świata Low Kick, Szeged 2013
- Zawodowe Mistrzostwo Polski w K1, 2013
- Amatorskie Mistrzostwo Polski K1, 2013,2014,2015,2016
- Amatorskie Mistrzostwo Polski w K1 oraz Low Kick 2013
- Brązowy medal Mistrzostw Europy Low Kick, Ankara 2012
- Amatorskie młodzieżowe Mistrzostwo Polski, 2012,2013

## Lista zawodowych walk

### Kick-boxing
| Wynik     | Bilans | Przeciwnik          | Rozstrzygnięcie          | Runda | Czas | Rozgrywki                   | Data       | Miejsce     | Uwagi                                           |
| --------- | ------ | ------------------- | ------------------------ | ----- | ---- | --------------------------- | ---------- | ----------- | ----------------------------------------------- |
| Przegrana | 10-2   | Cristina Caruso     | Decyzja (jednogłośna)    | 5     | 3:00 | DSF Kickboxing Challenge 17 | 29.09.2018 | Częstochowa | Walka o pas mistrzowski DSF w wadze piórkowej.  |
| Wygrana   | 10-1   | Maria Valent        | Decyzja (jednogłośna)    | 3     | 3:00 | DSF Kickboxing Challenge 14 | 13.04.2018 | Warszawa    |                                                 |
| Wygrana   | 9-1    | Lucka Mlejnková     | Decyzja (niejednogłośna) | 4     | 3:00 | DSF Kickboxing Challenge 13 | 03.02.2018 | Wrocław     |                                                 |
| Przegrana | 8-1    | Marta Waliczek      | Decyzja (jednogłośna)    | 4     | 3:00 | FEN 19: Battle for Wrocław  | 14.10.2017 | Wrocław     | Straciła pas mistrzowski FEN w wadze piórkowej. |
| Wygrana   | 8-0    | Martina Fendrichová | Decyzja (większościowa)  | 5     | 3:00 | FEN 15: Final Strike        | 14.01.2017 | Lubin       | Zdobyła pas mistrzowski FEN w wadze piórkowej.  |
| Wygrana   | 7-0    | Kamila Bałanda      | Decyzja (większościowa)  | 3     | 3:00 | FEN 13: Summer Edition      | 13.08.2016 | Gdynia      |                                                 |
| Wygrana   | 6-0    | Veronika Polovikova | TKO                      | 1     | N/D  | Ladies Fight Night 1        | 18.12.2015 | Łódź        |                                                 |
| Wygrana   | 5-0    | Katarzyna Posiadała | Decyzja (jednogłośna)    | 3     | 3:00 | FEN 9: Go For It            | 07.11.2015 | Wrocław     |                                                 |
| Wygrana   | 4-0    | Marta Gusztab       | Decyzja (jednogłośna)    | 3     | 3:00 | KBC Night                   | 28.03.2015 | Kępno       |                                                 |
| Wygrana   | 3-0    | Veronika Cmárová    | Decyzja (jednogłośna)    | 3     | 3:00 | FEN 6: Showtime             | 06.03.2015 | Wrocław     |                                                 |
| Wygrana   | 2-0    | Aleksandra Piasecka | Decyzja (jednogłośna)    | 3     | 3:00 | The Gladiators K-1 Rules    | 07.12.2013 | Polkowice   |                                                 |
| Wygrana   | 1-0    | Ekaterina Verigo    | Decyzja (niejednogłośna) | 3     | 3:00 | The Gladiators K-1 Rules    | 29.06.2013 | Wrocław     |                                                 |

### MMA
| Wynik     | Bilans | Przeciwnik (bilans przed walką) | Rozstrzygnięcie                             | Runda | Czas | Rozgrywki                              | Data       | Miejsce           | Uwagi         |
| --------- | ------ | ------------------------------- | ------------------------------------------- | ----- | ---- | -------------------------------------- | ---------- | ----------------- | ------------- |
| Przegrana | 5-5    | Alina Dalaslan (1-0)            | TKO (ciosy pięściami)                       | 3     | 3:19 | Oktagon 72: Vémola vs. Végh 3          | 14.06.2025 | Praga             |               |
| Przegrana | 5-4    | Lucia Szabová (6-0)             | Poddanie (dźwignia prosta na staw łokciowy) | 3     | 4:38 | Oktagon 55: Jungwirth vs. Pukač 2      | 23.03.2024 | Stuttgart         |               |
| Wygrana   | 5-3    | Lucia Krajčovič (1-2)           | Decyzja (jednogłośna)                       | 3     | 5:00 | Oktagon 45 Special: Mågård vs. Lima    | 28.07.2023 | Praga             |               |
| Przegrana | 4-3    | Cornelia Holm (4-4)             | Decyzja (jednogłośna)                       | 3     | 5:00 | Oktagon 34: Vémola vs. Ilić            | 23.07.2022 | Praga             |               |
| Wygrana   | 4-2    | Kethylen Rothenburg (1-3)       | TKO (kontuzja nogi)                         | 3     | 1:16 | Strife MMA 2                           | 25.06.2022 | Puławy            |               |
| Przegrana | 3-2    | Władlena Jaworskaja (6-4)       | Decyzja (niejednogłośna)                    | 3     | 5:00 | Babilon MMA 23: Stawowy vs. Valtonen   | 25.06.2021 | Ożarów Mazowiecki |               |
| Przegrana | 3-1    | Kateryna Szakałowa (3-1)        | Decyzja (jednogłośna)                       | 3     | 5:00 | Babilon MMA 19: Stawowy vs. Szaflarski | 12.02.2021 | Warszawa          | Co-Main Event |
| Wygrana   | 3-0    | Magdalena Rak (1-0)             | Poddanie (duszenie zza pleców)              | 1     | 3:42 | Babilon MMA 16: Rutkowski vs. Runge    | 25.09.2020 | Legionowo         |               |
| Wygrana   | 2-0    | Adina Seferović (0-0)           | TKO (ciosy pięściami w parterze)            | 2     | 2:21 | Babilon MMA 14: Live in Studio         | 26.06.2020 | Radom             |               |
| Wygrana   | 1-0    | Raimonda Grundulaite (0-0)      | TKO (ciosy pięściami)                       | 1     | 1:28 | Babilon MMA 10: Podziemny Krąg         | 26.10.2019 | Wieliczka         |               |

### Boks
| Wynik     | Rekord | Przeciwnik (bilans przed walką) | Rozstrzygnięcie         | Runda | Czas | Rozgrywki             | Data       | Miejsce  | Uwagi |
| --------- | ------ | ------------------------------- | ----------------------- | ----- | ---- | --------------------- | ---------- | -------- | ----- |
| Przegrana | 0-1    | Ewa Piątkowska (14-1)           | Decyzja (większościowa) | 6     | 2:00 | Polsat Boxing Night 9 | 05.12.2020 | Warszawa |       |